# Ain el-Muftella

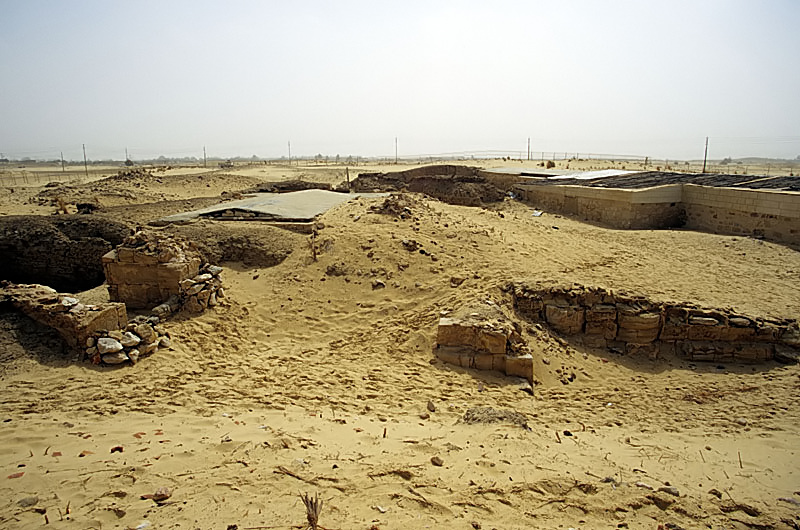
Ruinen von Ain el-Muftella

Ain el-Muftella (auch: Ain el-Muftilla, arabisch عين المفتلا ʿAin al-Muftillā) ist eine archäologische Stätte in der Oase Baharija in Ägypten. Der Tempelbezirk aus der ägyptischen Spätzeit befindet sich nordwestlich der Stadt al-Bawiti.
1938/1939 wurden auf diesem Areal von Ahmed Fakhry vier Kapellen aus der Zeit von Pharao Amasis (26. Dynastie) freigelegt, die von unterschiedlicher Größe sind und einen unterschiedlichen Erhaltungszustand aufweisen. Einige sind mit bemalten versenkten Reliefs versehen, die hauptsächlich den König und den Gouverneur der Oase bei Opferritualen zeigen. Der Hauptbau misst 5,8 × 16,8 m, besitzt ein zweiräumiges Sanktuar und war den thebanischen Göttern geweiht. In der vorgelagerten 10 × 12,5 m großen Kapelle wurde der Gott Bes verehrt.